# Daniel Finch-Hatton (17e comte de Winchilsea)
Daniel James Hatfield Finch-Hatton, 17e comte de Winchilsea, 12e comte de Nottingham (né le 7 octobre 1967), est un pair héréditaire britannique et descendant de la famille américaine Vanderbilt et de la famille hongroise Széchenyi.

## Jeunesse
Il est le fils de Christopher Finch-Hatton (16e comte de Winchilsea) (1936–1999) et de sa femme, Shirley Hatfield (décédée le 22 octobre 2017). Ses grands-parents paternels sont Christopher Finch-Hatton (15e comte de Winchilsea) (1911–1950) et la comtesse Gladys Széchényi Sárvár-Felsövidék.

## Activités
Lorsque son père est décédé le 26 juin 1999, il hérite de ses titres et de son siège à la Chambre des lords. Cependant, il perd ce siège le 11 novembre 1999, lorsque la House of Lords Act 1999 est appliquée. Il n'y a pas de discours de lui dans le hansard .
Daniel Finch-Hatton apparaît dans des publicités pour Hattons of London, un marchand de pièces de collection privée, où il détient le titre de président d'honneur.

## Vie privée
Il épouse Shelley Amanda Gillard en 1994, avec qui il a:
- Tobias Joshua Stormont Finch-Hatton, vicomte Maidstone (né le 21 juin 1998) [4]
- Sebastian Alexander Heneage Finch-Hatton (né le 6 juin 2002)